# Лицинијеви тањири
Лицинијеви тањири су сребни тањири  или колотасте зделе исковани у част 10-то годишњице владавине римског цара Лицинија у 4. веку (317/318).  Лицинијеви тањири израђивани су на више локација у Европи и данас се налазе у многим музејима у метрополама широм света.  Они су откривени и у древном Наису пкривени приликом ископавања на археолошком локалитету Кованлук у данашњем Нишу.  Два, од укупно седам откривених тањира, као део сталне поставке налазе у Народном музеју у Београду, као установи од изузетног значаја за културу Републике Србије, а остали у Народном музеју у Нишу заједно са калупи у којима су ливени чувени Лицинијеви тањири, и још неким музејима .

## Историја настанка и открића
Настанак тањира везује се за боравак Лицинија у Наису, највероватније 316/317. године, поводом прославе Констансових деценалија 342/343. године, када су браћа Константин II и Крисп могла да буду у пролазу кроз Наис, јер су крајем лета 343. године учествовали на  сабору у Сердики,  (што је претпоставка на основу налаза сребрних посуда са именом града и натписом који указује да су оне исковане у част Лицинијевих decennalia – јубиларне десетогодишњице владања). Овај, али и други налази сребрног посуђа произведених у Нишу  откривени су  и у богатој остави сребрног посуђа  у Кајзераугсту (Castra Raurica) у Швајцарској, и на једном тањиру из трезора у Шкотској,   На једном тањиру из  оставе  у Кајзераугсту налази се име мајстора, а пунцираним словима убележено је и име града и тежина: EVTICIVS NAISI PV,  што сведоче о постојању неке царске радио нице (officina) у граду Наису у 4. веку.
Према досадашњим открићима тањири настали на простору данашње Србије, су исковани у атељеима римског Наиса у средишту Средње Дакије, у којима је у 4. веку постојала и радила царска радионица за израду предмета од племенитих материјала. Тањири из Наиса су откривени приликом археолошких ископавања 1900. године, на локалитету Кованлук (у данашњој Нишкој општини Палилула) у једној вили посвећеној цару Лицинију.  Осамдесетих година 20. века у нишкој тврђави пронађено је и неколико шамотних калупа који су могли да послуже за ливење ових тањира.
За производњу сребрних тањира нишка радионице  се металом највероватније  снабдевала  из оближњих рудника, са територији Старе планине или из  долине Тимока одакле је руда интензивно експлоатисана.
Од седам комада колико је тада откривено два тањира се данас налазе у збирци Народног музеја у Београду а остали се чувају у Нишу и још у неколико музеја у Србији. Веома се ретко излажу, поготову сви на једном месту. Лицинијевих тањири, у свету има сачуваних само десетак.

## Опис
На Лицинијевим тањирима је натпис на латинском Licin auguste semper vicas  (Царе Лициније да увек побеђујеш), а у центру посуде, у ловоровом венцу, је акламација SIC X SIC XX која показује да су посуде коване поводом јубиларне десетогодишњице владавине Лицинија, за 317/318 годину. Х је ознака за saluta,  за дубоко поштовање и оданост владару, а ХХ за suscepta, за следећу деценалију, као израз жеље за непрекидном владавином владара. Иза је у пунци печат са ознаком Na/iss(us).
На тањиру из Наиса налазе се декоративни елементи који се јављају само још на Аријаднином тањиру из Кајзераугста и на једном тањиру из трезора у Шкотској, тако да су модел по коме је израђен нишки примерак владари могли да понесу са собом.

## Намена и судбина тањира
Тањири овог изгледа, као и друга слична опрема, израђивани су као облик комеморативног карактера. Предмети, попут ових једноставних посуда са натписом, до новца или луксузних фибула, служили су као пропагандно средство, поводом победе или тријумфа актуелних владара. Били су израз царског достојанства, и најчешће његов поклон  истакнутим лицима и страним владарима поводом склапања савеза или царског покровитељства.
Оригиналне посуде је требало доделити заслужним појединцима као царска donativa, међутим после пораза Лицинија у сукобу са Константином, он је напустио град, а зделе нису подељене.
Како су ове нишке посуде послужиле као узор за израду сличних у неким радионицама и на западу и на истоку, претпоставља се да су тамо доспеле као део личне својине појединаца који су долазили са територије Балканског полуострва.